# Włodzimierz Smolarek
Włodzimierz Wojciech Smolarek (* 16. Juli 1957 in Aleksandrów Łódzki; † 6. März 2012 ebenda) war ein polnischer Fußballspieler.

## Karriere
Der trickreiche Linksaußen Smolarek spielte in Polen bei Widzew Łódź und während seiner Armeezeit bei Legia Warschau. Mit Widzew gewann er 1981 und 1982 die polnische Meisterschaft. Er spielte hier in einer Mannschaft mit dem großen Star dieser Zeit Zbigniew Boniek und wurde nominiert für den Kader der polnischen Nationalmannschaft zur Weltmeisterschaft 1982 in Spanien. Smolarek schoss zwei Tore nach brillanten individuellen Aktionen in Leipzig gegen die DDR (Polen gewann 3:2), was Polens Auftritt in Spanien ermöglichte. In Spanien gehörte er zur Mannschaft, die nach 1974 zum zweiten Mal den dritten Platz belegen konnte. Nach dem Weggang von Boniek zu Juventus Turin war er auch der beste Torschütze bei Widzew. 1985 konnte er den polnischen Pokal mit Widzew gewinnen und nahm an der Weltmeisterschaft 1986 in Mexiko teil. Hier schied seine Mannschaft im Achtelfinale mit 0:4 gegen Brasilien aus. Nach dem Turnier wechselte er in die Fußball-Bundesliga zu Eintracht Frankfurt, wo der technisch starke Dribbelkünstler schnell zu einem der populärsten Spieler der Eintracht wurde. Im Jahr 1988 gewann er mit Frankfurt den DFB-Pokal und ging nach dieser Saison zu Feyenoord Rotterdam. Nach zwei Jahren bei Feyenoord wechselte er zum FC Utrecht, wo er bis zu seinem Karriereende 1996 im Alter von 39 Jahren spielte.
Nach seinem Karriereende trainierte Smolarek bis 2009 die Juniorenmannschaft von Feyenoord Rotterdam, in der er auch seinen Sohn Euzebiusz ausbildete, der später zu Borussia Dortmund wechselte. Er war zuletzt als Scout für den polnischen Verband tätig. Smolarek bestritt insgesamt 60 Länderspiele für Polen und war in neun Spielen Mannschaftskapitän. Er sprach fließend Niederländisch.

## Ehrung
Nach seinem Tod soll das Stadion in Aleksandrów Łódzki nach Smolarek benannt werden.

## Erfolge
- Polnischer Meister: 1980/81, 1981/82
- Polnischer Pokalsieger: 1984/85
- DFB-Pokalsieger: 1987/88
- WM-Dritter: 1982
- Polens Fußballer des Jahres: 1984, 1986